# عيان
عيان هي قرية في مقاطعة سلماس، إيران. يقدر عدد سكانها بـ 359 نسمة بحسب إحصاء 2016.